# Operation Marne Torch
Operation Marne Torch bezeichnet zwei Operationen der Koalitionsstreitkräfte im Irak im Sommer 2007. Beide Male konzentrierten sich die Kampfhandlungen auf die Region Arab Jabour in der Provinz Babil. Die erste Operation, Operation Marne Torch I begann am 16. Juni 2007 mit Angriffen der Koalitionstruppen und der irakischen Armee auf Stellungen der al-Qaida und anderer Extremistengruppen in Arab Jabour. Ziel war es, Rückzugsorte der Aufständischen und Extremisten im Süden von Bagdad zu erobern. 2.000 Soldaten der Koalition sowie 1.000 irakische Sicherheitskräfte waren an dem Einsatz beteiligt.
Operation Marne Torch II wurde am 15. September 2007 begonnen. Schauplatz war diesem die Region Hawr Rajab. Die Koalitionstruppen gingen mit Unterstützung einer Gruppe von Einheimischen aus Arab Jabour gegen Aufständische am West-Ufer des Tigris vor. Im Rahmen der Operation wurden den Aufständischen 250 Verluste (gefallen/gefangen) zugefügt. Zudem konnten 12 Boote, die zum Waffentransport genutzt wurden, sichergestellt werden. Größere Waffenlager wurden ebenfalls entdeckt.

## Hintergrund
Das 2nd Brigade Combat Team, 3rd Infantry Division war die letzte Brigade, die im Rahmen der „Surge“ im Irak eintraf. Ihr Auftrag war die Befreiung und Sicherung der Region Arab Jabour. Von dort wurden regelmäßig Kämpfer und Waffen nach Bagdad eingeschleust. Die Koalitionsstreitkräfte wandten hierbei eine neue Taktik gegen die Aufständischen an, indem die Truppen ihre Stützpunkte verließen und sich nahe an der örtlichen Bevölkerung hielten. Man erhoffte sich hierdurch ein größeres Gefühl von Sicherheit bei der Bevölkerung sowie mehr Hinweise auf terroristische Aktivitäten.

## Beteiligte Einheiten
2nd Brigade Combat Team, 3rd Infantry Division
3rd Brigade Combat Team, 3rd Infantry Division
3rd Combat Aviation Brigade, 3rd Infantry Division
4th Brigade Combat Team, 25th Infantry Division

## Operation Marne Torch I
Als Teil der landesweiten Operation Phantom Thunder, die im Juni 2007 begann, startete auch die Multinational Division - Center eine Großoffensive gegen Aufständische auf beiden Seiten des Tigris. In dieser Gegend waren bislang nur wenige Koalitionstruppen präsent gewesen und viele Bereiche waren fest in der Hand der Aufständischen. Der Einsatz bestand aus Hausdurchsuchungen, Patrouillen und Säuberungsaktionen. Nach Aussage von Joshua Paltrow von der Washington Post wurden in der ersten Woche der Offensive in der Region Arab Jabour bereits 5 Verdächtige getötet sowie mehr als 60 gefangen genommen. Bis zum 21. Juni wurden 237 Hausdurchsuchungen in der Region durchgeführt.
Bis zum Abschluss der Operation am 15. Juli 2007 waren insgesamt etwa 1.200 Häuser überprüft worden. Dabei waren 83 Aufständische getötet worden, mehr als 278 gefangen genommen. Mehrere größere Waffenlager wurden gefunden. Um von den Aufständischen vermintes Terrain zu umgehen, wurden die US-Truppen häufig mit Hubschraubern verlegt. Im Rahmen der Operation wurden immer wieder Aufständische erst durch Luftlandungen eingeschlossen und anschließend mit Luftschlägen vernichtet. Die Combat Aviation Brigade war für über 70 % der zugefügten Verluste der Aufständischen verantwortlich.

## Operation Marne Torch II

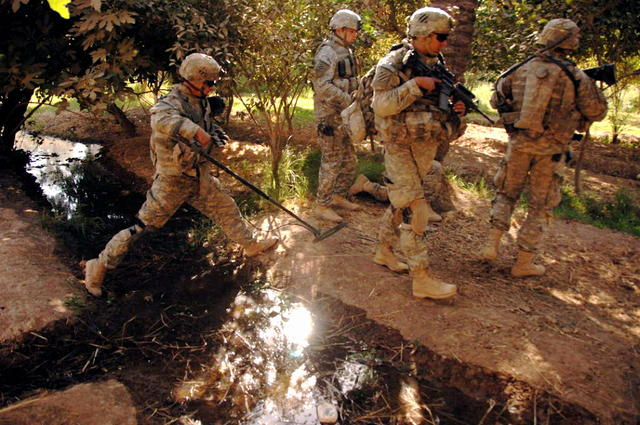
US-Truppen bei Salman Pak

Die Operation Marne Torch II begann am 15. September 2007 in der Hwar-Rajab-Region. Mit Unterstützung von etwa 700 Einheimischen gingen die Koalitionsstreitkräfte weiter gegen die Aufständischen auf der Westseite des Tigris vor. Mehr als 250 Aufständische wurden gefangen oder getötet. Zudem konnten weitere Waffenlager gefunden werden. Des Weiteren wurden mehrere neue Außenposten durch die Koalitionstruppen eingerichtete, von denen aus ein weiteres Vordringen in Richtung Süden ermöglicht wurde. Dort lagen einige Hochburgen der Aufständischen. Davon wurde unter anderem während der Operation Phantom Phoenix Gebrauch gemacht. Zudem vermittelten die Stützpunkte ein Gefühl von Sicherheit für die Bevölkerung.